# Cercle du Haut-Rhin
Ne doit pas être confondu avec Cercle du Bas-Rhin-Westphalie ou Haut-Rhin.

Carte des cercles impériaux au début du XIVe siècle : le cercle du Haut-Rhin figure en rouge.

Le cercle du Haut-Rhin (en allemand : Oberrheinischer Reichskreis) est un cercle impérial du Saint-Empire romain, à savoir une circonscription devant faciliter l'administration de l'Empire à l'échelle régionale. Créée dans le cadre des réformes de Maximilien Ier en 1500, le territoire regroupe plusieurs états impériaux situés en Hesse, dans la région du Rhin supérieur et dans les Alpes.

## Caractéristiques

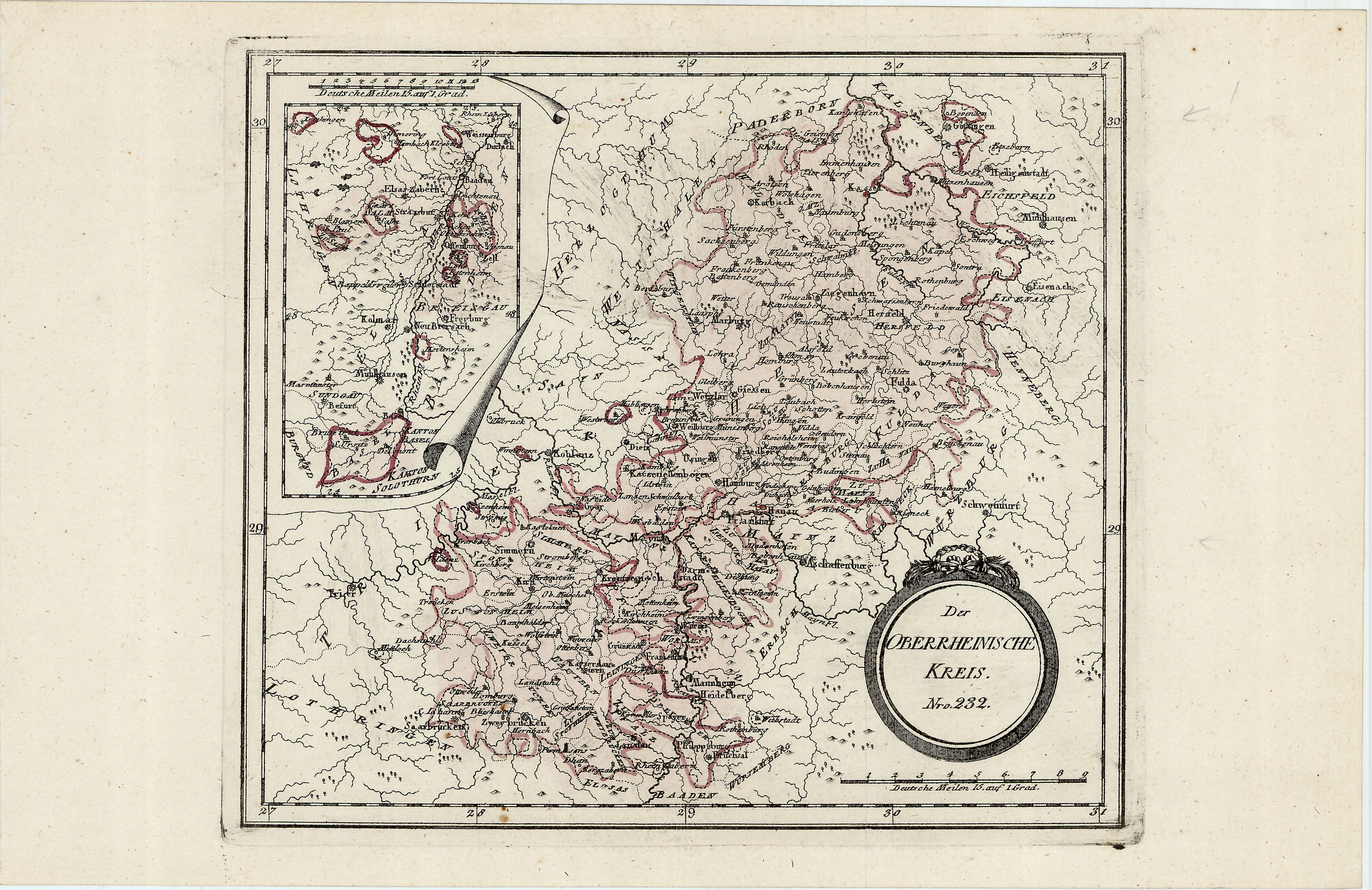
Cercle du Haut-Rhin en 1791.
(Archives régionales de Sarrebruck)

Il est l'un des six cercles impériaux constitués lors de la réforme impériale de 1500. Les cinq autres cercles sont ceux de Bavière, de Souabe, du Bas-Rhin-Westphalie, de Franconie et de Saxe (plus tard Basse-Saxe). Dès 1512, de nouveaux cercles ont été institués dans l'Empire.
L'un des principaux rôles des cercles est de tenir à jour la matricule d'Empire, soit la liste des entités politiques (principautés épiscopales, duchés, comtés, seigneuries, villes impériales) qui composent le cercle et qui doivent fournir des troupes à l'armée du Saint-Empire. Les cercles doivent également permettre l'application au niveau local les jugements du Tribunal d'Empire, institution créée en 1495, et la bonne exécution des lois. L'ordonnance de 1555 (Reichsexekutionsordnung) précise ce rôle judiciaire à l'échelle régionale.
Les territoires du cercle du Haut-Rhin sont en grande partie annexés par le royaume France au cours des XVIIe et XVIIIe siècles, notamment avec la politique des Réunions menée par Louis XIV dans la plaine d'Alsace, puis le rattachement du duché de Lorraine en 1766.

## Membres

### Principautés ecclésiastiques
| Blason | Nom                                  | Notes |
| ------ | ------------------------------------ | --- |
|        | Principauté épiscopale de Bâle       | Immédiateté impériale accordée en 1032. Formation de la République rauracienne en 1792. |
|        | Abbaye de Fulda                      | Fondation en 744. Immédiateté impériale accordée en 1220 par Frédéric II. Élévation au rang de principauté épiscopale en 1752. Médiatisation en principauté de Nassau-Orange-Fulde en 1802.                                                                                                   |
|        | Principauté d'Heiterscheim (de)      | Possession du grand prieur de l'ordre de Saint-Jean de Jérusalem. Immédiateté impériale accordée en 1548 par Charles Quint. |
|        | Abbaye d'Hersfeld                    | Fondation vers 736. Annexion par le landgraviat de Hesse-Cassel en 1648 (traités de Westphalie). |
|        | Principauté épiscopale de Metz       | Immédiateté impériale accordée en 1357 par Charles IV. Annexion de facto par le royaume de France en 1552 et formation de la province des Trois-Évêchés ; annexion de jure en 1648 (traités de Westphalie).                                                                                   |
|        | Abbaye de Murbach                    | Fondation en 727. Immédiateté impériale accordée en 1228 par Frédéric II. Annexion de facto par le royaume de France en 1680 ; annexion de jure en 1697 (traité de Ryswick). Sécularisation en 1789.                                                                                          |
|        | Prévôté d'Odenheim (de)              | Fondation en 1122. |
|        | Abbaye de Prüm                       | Fondation en 721. Immédiateté impériale accordée en 1222 par Frédéric II. Annexion par l'électorat de Trèves en 1576. |
|        | Principauté épiscopale de Spire      | Médiatisation au sein de la République française et de l'électorat de Bade en 1803. |
|        | Principauté épiscopale de Strasbourg | Immédiateté impériale accordée en 982. Annexion de facto par le royaume de France en 1680 ; annexion de jure en 1697 pour les territoires de la rive gauche du Rhin (traité de Ryswick). Médiatisation au sein de l'électorat de Bade en 1803 pour les territoires de la rive droite du Rhin. |
|        | Principauté épiscopale de Toul       | Annexion de facto par le royaume de France en 1552 et formation de la province des Trois-Évêchés ; annexion de jure en 1648 (traités de Westphalie). |
|        | Principauté épiscopale de Verdun     | Immédiateté impériale accordée en 997 par Otton III. Annexion de facto par le royaume de France en 1552 et formation de la province des Trois-Évêchés ; annexion de jure en 1648 (traités de Westphalie).                                                                                     |
|        | Prévôté de Wissembourg               | Fondation vers 660. Immédiateté impériale accordée en 957 par Otton II. Annexion par la principauté épiscopale de Spire en 1546. |
|        | Principauté épiscopale de Worms      | Formation de la République cisrhénane en 1797. |

### Principautés laïques
| Blason | Nom                                         | Notes |
| ------ | ------------------------------------------- | --- |
|        | Duché de Bar                                | Union de facto au duché de Lorraine à partir de 1419. Annexion par le royaume de France en 1766. |
|        | Comté de Bretzenheim (en)                   | Fondation en 1790 par partition du palatinat du Rhin. Aucune représentation à la Diète d'Empire. Annexion en partie par le landgraviat de Hesse-Darmstadt en 1803 et par l'empire d'Autriche en 1804.                                                                                               |
|        | Comté de Créhange                           | Fondation au XIIe siècle. Siège à la Diète d'Empire au banc de Vettéravie. Annexion par la République française en 1801 (traité de Lunéville). |
|        | Comté de Dabo                               | Annexion par la République française en 1801 (traité de Lunéville). |
|        | Seigneurie de Dagstuhl                      | Aucune représentation à la Diète d’Empire. |
|        | Comté de Falkenstein (de)                   | Fondation en 1456. Élévation au rang de comté en 1518. Aucune représentation à la Diète d’Empire. Rattachement au duché de Lorraine en 1667. |
|        | Comté de Hanau-Lichtenberg                  | Aucune représentation à la Diète d’Empire. Rattachement au landgraviat de Hesse-Darmstadt en 1736. |
|        | Comté de Hanau-Münzenberg                   | Aucune représentation à la Diète d’Empire. Rattachement au landgraviat de Hesse-Darmstadt en 1736. |
|        | Landgraviat de Hesse                        | Fondation en 1263. Siège à la Diète d’Empire au sein du Collège des Princes. Partition en 1567 en landgraviats de Hesse-Cassel, Hesse-Darmstadt, Hesse-Marbourg et Hesse-Rheinfels (de). |
|        | Landgraviat de Hesse-Cassel                 | Fondation en 1567 par partition du landgraviat de Hesse. Siège à la Diète d'Empire au sein du Collège des Princes. Partage en 1806 entre le grand-duché de Francfort et le royaume de Westphalie.                                                                                                   |
|        | Landgraviat de Hesse-Darmstadt              | Fondation en 1567 par partition du landgraviat de Hesse. Siège à la Diète d'Empire au sein du Collège des Princes. Élévation au rand de grand-duché de Hesse en 1806. |
|        | Hesse-Hombourg                              | Fondation en 1622 par partition du landgraviat de Hesse-Darmstadt. Annexion par le royaume de Prusse et le grand-duché de Hesse en 1866. |
|        | Landgraviat de Hesse-Marbourg               | Fondation en 1567 par partition du landgraviat de Hesse. Partage en 1604 entre le landgraviat de Hesse-Cassel et landgraviat de Hesse-Darmstadt. |
|        | Landgraviat de Hesse-Philippsthal           | Fondation en 1663 par partition du landgraviat de Hesse-Rotenbourg. Annexion par le royaume de Prusse en 1866. |
|        | Landgraviat de Hesse-Philippsthal-Barchfeld | Fondation en 1721 par partition de la Hesse-Philippsthal. Annexion par le royaume de Prusse en 1866. |
|        | Landgraviat de Hesse-Rheinfels (de)         | Fondation en 1567 par partition du landgraviat de Hesse. Partage en 1583 entre en landgraviats de Hesse-Cassel, Hesse-Darmstadt et Hesse-Marbourg. |
|        | Landgraviat de Hesse-Rotenbourg             | Fondation en 1649 par partition du landgraviat de Hesse-Cassel. |
|        | Landgraviat de Hesse-Wanfried               | Fondation en 1676 par partition du landgraviat de Hesse-Rotenbourg. Rattachement au landgraviat de Hesse-Rotenbourg en 1755. |
|        | Comté d'Isembourg-Birstein (de)             | Fondation en 1628 par partition du comté d'Isembourg-Büdingen-Birstein (en). Rattachement au comté d'Isembourg-Offenbach (de) en 1664. Refondation en 1711 sur le comté d'Isembourg-Offenbach (de). Rattachement à la principauté d'Isembourg en 1806.                                              |
|        | Comté d'Isembourg-Büdingen                  | Fondation en 1341. Siège à la Diète d'Empire au banc de Vettéravie. Partition en 1511 en comté d'Isembourg-Büdingen-Birstein (en) et comté d'Isembourg-Ronneburg. Refondation en 1628 par partition du comté d'Isembourg-Büdingen-Birstein (en). Rattachement à la principauté d'Isembourg en 1806. |
|        | Comté d'Isembourg-Büdingen-Birstein (en)    | Fondation en 1511 par partition du comté d'Isembourg-Büdingen. Partition en 1628 en comté d'Isembourg-Birstein (de), comté d'Isembourg-Büdingen et comté d'Isembourg-Offenbach (de). |
|        | Comté d'Isembourg-Meerholz (en)             | Fondation en 1687 par partition du comté d'Isembourg-Büdingen. Aucune représentation à la Diète d’Empire. Rattachement à la principauté d'Isembourg en 1806. |
|        | Comté d'Isembourg-Offenbach (de)            | Fondation en 1628 par partition du comté d'Isembourg-Büdingen-Birstein (en). Rattachement au comté d'Isembourg-Birstein (de) en 1711. |
|        | Comté d'Isembourg-Wächtersbach (en)         | Fondation en 1673 par partition du comté d'Isembourg-Büdingen. Aucune représentation à la Diète d’Empire. Rattachement à la principauté d'Isembourg en 1806. |
|        | Comté de Königstein (de)                    | Immédiateté impériale accordée en 1505 par Maximilien Ier. Siège à la Diète d'Empire au banc de Vettéravie. |
|        | Comté de Leiningen-Westerburg (en)          | Fondation en 1467. Siège à la Diète d'Empire au banc de Vettéravie. |
|        | Duché de Lorraine                           | Union de facto au duché de Bar à partir de 1419. Annexion par le royaume de France en 1766. |
|        | Nassau-Idstein (de)                         | Fondation au XIVe siècle. Rattachement à la seigneurie de Nassau-Ottweiler (de) en 1721. |
|        | Nassau-Ottweiler (de)                       | Fondation en 1659 par partition du comté de Nassau-Sarrebruck. Rattachement à Nassau-Usingen en 1728. |
|        | Nassau-Sarrebruck                           | Fondation en 1429. Siège à la Diète d'Empire en tant que comté. Rattachement à la seigneurie de Nassau-Ottweiler (de) en 1723. |
|        | Nassau-Usingen                              | Fondation en 1659 par partition du Nassau-Sarrebruck. Élévation au rang de principauté en 1688. Siège à la Diète d'Empire en tant que comté. Rattachement au duché de Nassau en 1806. |
|        | Nassau-Weilbourg                            | Fondation au XIVe siècle. Élévation au rang de principauté en 1688. Siège à la Diète d'Empire en tant que comté. Rattachement au duché de Nassau en 1806. |
|        | Seigneurie de Nomeny (de)                   | Fondation en 1548 par partition de l'évêché de Metz. Siège à la Diète d'Empire au sein du Collège des Princes. Élévation au rang de margraviat en 1567. Rattachement au duché de Lorraine en 1612.                                                                                                  |
|        | Seigneurie d'Olbrück (de)                   | |
|        | Palatinat-Deux-Ponts                        | Fondation en 1394. Siège à la Diète d'Empire au sein du Collège des Princes. Annexion par la République française en 1797. |
|        | Palatinat-Lautern (de)                      | Fondation en 1577 par partition du Palatinat-Simmern. Siège à la Diète d'Empire au sein du Collège des Princes. Annexion par la République française en 1796. |
|        | Palatinat-Simmern                           | Fondation en 1410 par partition du palatinat du Rhin. Siège à la Diète d'Empire au sein du Collège des Princes. Rattachement au duché de Palatinat-Neubourg en 1685. |
|        | Palatinat-Veldenz (de)                      | Fondation en 1543 par partition du Palatinat-Deux-Ponts. Siège à la Diète d'Empire au sein du Collège des Princes. Annexion par la République française en 1801. |
|        | Seigneurie de Reipoltskirchen               | Aucune représentation à la Diète d’Empire. |
|        | Comté de Salm                               | Fondation au XIIe siècle. Siège à la Diète d'Empire en tant que comté. Rattachement en partie au duché de Lorraine en 1600. Élévation au rang de principauté en 1623. Refondation du territoire en principauté de Salm-Salm en 1751, à la suite d'échanges de territoires avec la Lorraine.         |
|        | Salm-Kyrbourg                               | Fondation en 1499 par partition de Salm. Siège à la Diète d'Empire en tant que comté. Disparition en 1681. |
|        | Principauté de Salm-Salm                    | Fondation en 1751 par échanges de territoires entre le comté de Salm et le duché de Lorraine. Rattachement à la République française en 1793. |
|        | Duché de Savoie                             | Fondation au Xe siècle. Élévation au rang de duché en 1416. Siège à la Diète d'Empire au sein du Collège des Princes. Indépendance du Saint-Empire romain en 1648 (ou avant). |
|        | Sayn-Wittgenstein                           | Fondation en 1345. Partition en 1607 en comté de Sayn-Wittgenstein-Berleburg, Sayn-Wittgenstein-Sayn (de) et Sayn-Wittgenstein-Wittgenstein (de). |
|        | Sayn-Wittgenstein-Altenkirchen (de)         | Fondation en 1648 par partition du comté de Sayn-Wittgenstein-Berleburg. Rattachement à la principauté de Nassau-Weilbourg en 1803. |
|        | Comté de Sayn-Wittgenstein-Berleburg        | Fondation en 1607 par partition du Sayn-Wittgenstein. Siège à la Diète d'Empire au banc de Vettéravie. Élévation au rang de principauté en 1792. Médiatisation au grand-duché de Hesse en 1806. |
|        | Sayn-Wittgenstein-Hachenburg (de)           | Fondation en 1648 par partition du comté de Sayn-Wittgenstein-Berleburg. Rattachement au comté de Sayn-Wittgenstein-Berleburg en 1803. |
|        | Sayn-Wittgenstein-Hohenstein (en)           | Fondation en 1657 par partition du Sayn-Wittgenstein-Wittgenstein (de). Élevé au rang de principauté en 1801. Médiatisation au grand-duché de Hesse en 1806. |
|        | Sayn-Wittgenstein-Karlsburg (en)            | Fondation en 1631 par partition du comté de Sayn-Wittgenstein-Berleburg. Médiatisation au grand-duché de Hesse en 1806. |
|        | Sayn-Wittgenstein-Ludwigsburg (en)          | Fondation en 1631 par partition du comté de Sayn-Wittgenstein-Berleburg. Médiatisation au grand-duché de Hesse en 1806. |
|        | Sayn-Wittgenstein-Sayn (de)                 | Fondation en 1607 par partition du Sayn-Wittgenstein. Partition en 1648 en Sayn-Wittgenstein-Altenkirchen (de) et Sayn-Wittgenstein-Hachenburg (de). |
|        | Sayn-Wittgenstein-Vallendar (en)            | Fondation en 1657 par partition du Sayn-Wittgenstein-Wittgenstein (de). Rattachement au Sayn-Wittgenstein-Hohenstein (en) en 1775. |
|        | Sayn-Wittgenstein-Wittgenstein (de)         | Fondation en 1607 par partition du Sayn-Wittgenstein. Siège à la Diète d'Empire au banc de Vettéravie. Partition en 1657 en Sayn-Wittgenstein-Hohenstein (en) et Sayn-Wittgenstein-Vallendar (en).                                                                                                  |
|        | Solms-Baruth                                | Fondation en 1607 par partition du Solms-Laubach. Rattachement au royaume de Saxe en 1806. |
|        | Solms-Braunfels                             | Fondation en 1258. Élévation au rang de principauté en 1742. Siège à la Diète d'Empire en tant que comté. Médiatisation au profit de l'empire d'Autriche, du grand-duché de Hesse, du royaume de Prusse et du royaume de Wurtemberg en 1806.                                                        |
|        | Solms-Hohensolms                            | Fondation en 1548 par partition du Solms-Lich (de). Siège à la Diète d'Empire au banc de Vettéravie. Au Solms-Hohensolms-Lich (de) en 1712. |
|        | Solms-Hohensolms-Lich (de)                  | Fondation en 1712 par l'union du Solms-Lich (de) et du Solms-Hohensolms. Médiatisation au profit de l'empire d'Autriche, du grand-duché de Hesse, du royaume de Prusse et du royaume de Wurtemberg en 1806.                                                                                         |
|        | Solms-Laubach                               | Fondation en 1548 par partition du Solms-Lich (de). Siège à la Diète d'Empire au banc de Vettéravie. Rattachement au Solms-Baruth en 1676 Refondation en 1696 par partition du Solms-Baruth. Rattachement au grand-duché de Hesse en 1806.                                                          |
|        | Solms-Lich (de)                             | Siège à la Diète d'Empire au banc de Vettéravie. Rattachement au Solms-Hohensolms-Lich (de) en 1712. |
|        | Solms-Rödelheim                             | Fondation en 1607 par partition du Solms-Laubach. Siège à la Diète d'Empire au banc de Vettéravie. |
|        | Solms-Sonnewalde (de)                       | Fondation en 1607 par partition du Solms-Laubach. |
|        | Comté de Sponheim                           | Fondation au XIe siècle. Médiatisation au profit du royaume de Prusse, du grand-duché d'Oldenbourg et de l'électorat de Bavière en 1804. |
|        | Principauté de Waldeck-Pyrmont              | Fondation en 1625. Élévation au rang de principauté en 1712. |
|        | Comté de Wartemberg (de)                    | Fondation en 1232. Immédiateté impériale accordée en 1680. Aucune représentation à la Diète d’Empire. |

### Villes libres et villes d'Empire
| Blason | Nom                   | Notes |
| ------ | --------------------- | --- |
|        | Colmar                | Immédiateté impériale accordée par Rodolphe Ier en 1278. Adhésion à la Décapole en 1354. Annexion par le royaume de France en 1679 (traités de Nimègue).                                                                  |
|        | Francfort-sur-le-Main | Immédiateté impériale accordée en 1220. |
|        | Friedberg             | Immédiateté impériale accordée en 1252. |
|        | Haguenau              | Immédiateté impériale accordée par Rodolphe Ier en 1275. Adhésion à la Décapole en 1354. Annexion par le royaume de France en 1679 (traités de Nimègue).                                                                  |
|        | Kaysersberg           | Immédiateté impériale accordée par Adolphe Ier en 1293. Adhésion à la Décapole en 1354. Annexion par le royaume de France en 1679 (traités de Nimègue).                                                                   |
|        | Landau                | Immédiateté impériale accordée par Rodolphe Ier en 1291. Adhésion à la Décapole en 1521. Annexion par le royaume de France en 1679 (traités de Nimègue).                                                                  |
|        | Metz                  | Immédiateté impériale accordée en 1189. Annexion de facto par le royaume de France en 1552 et formation de la province des Trois-Évêchés ; annexion de jure en 1648 (traités de Westphalie).                              |
|        | Mulhouse              | Immédiateté impériale accordée par Henri VII en 1308. Adhésion à la Décapole en 1354. Indépendance du Saint-Empire romain et alliance avec la Confédération suisse en 1515.                                               |
|        | Munster               | Immédiateté impériale accordée par Rodolphe Ier en 1287. Adhésion à la Décapole en 1354. Annexion par le royaume de France en 1679 (traités de Nimègue).                                                                  |
|        | Obernai               | Immédiateté impériale accordée par Rodolphe Ier en 1283. Adhésion à la Décapole en 1354. Annexion par le royaume de France en 1679 (traités de Nimègue).                                                                  |
|        | Rosheim               | Immédiateté impériale accordée par Albert Ier en 1303. Adhésion à la Décapole en 1354. Annexion par le royaume de France en 1679 (traités de Nimègue).                                                                    |
|        | Sélestat              | Immédiateté impériale accordée par Rodolphe Ier en 1281. Adhésion à la Décapole en 1354. Annexion par le royaume de France en 1679 (traités de Nimègue).                                                                  |
|        | Spire                 | Immédiateté impériale accordée en 1294. |
|        | Strasbourg            | Indépendance de la principauté épiscopale de Strasbourg en 1262. Immédiateté impériale accordée par Charles IV en 1358. Annexion de facto par le royaume de France en 1681 ; annexion de jure en 1697 (traité de Ryswick) |
|        | Toul                  | Immédiateté impériale accordée par Charles IV en 1367. Annexion de facto par le royaume de France en 1552 et formation de la province des Trois-Évêchés ; annexion de jure en 1648 (traités de Westphalie).               |
|        | Turckheim             | Immédiateté impériale accordée par Henri VII en 1312. Adhésion à la Décapole en 1354. Rattachement à le royaume de France en 1679 (traités de Nimègue).                                                                   |
|        | Verdun                | Immédiateté impériale accordée par Henri IV en 1195. Annexion de facto par le royaume de France en 1552 et formation de la province des Trois-Évêchés ; annexion de jure en 1648 (traités de Westphalie).                 |
|        | Wetzlar               | Immédiateté impériale accordée par Frédéric Ier Barberousse en 1180. |
|        | Wissembourg           | Immédiateté impériale accordée par Rodolphe Ier en 1281. Adhésion à la Décapole en 1354. Annexion par le royaume de France en 1679 (traités de Nimègue).                                                                  |
|        | Worms                 | Immédiateté impériale accordée par Frédéric Ier Barberousse en 1184. |